# Iwan (Heiliger)

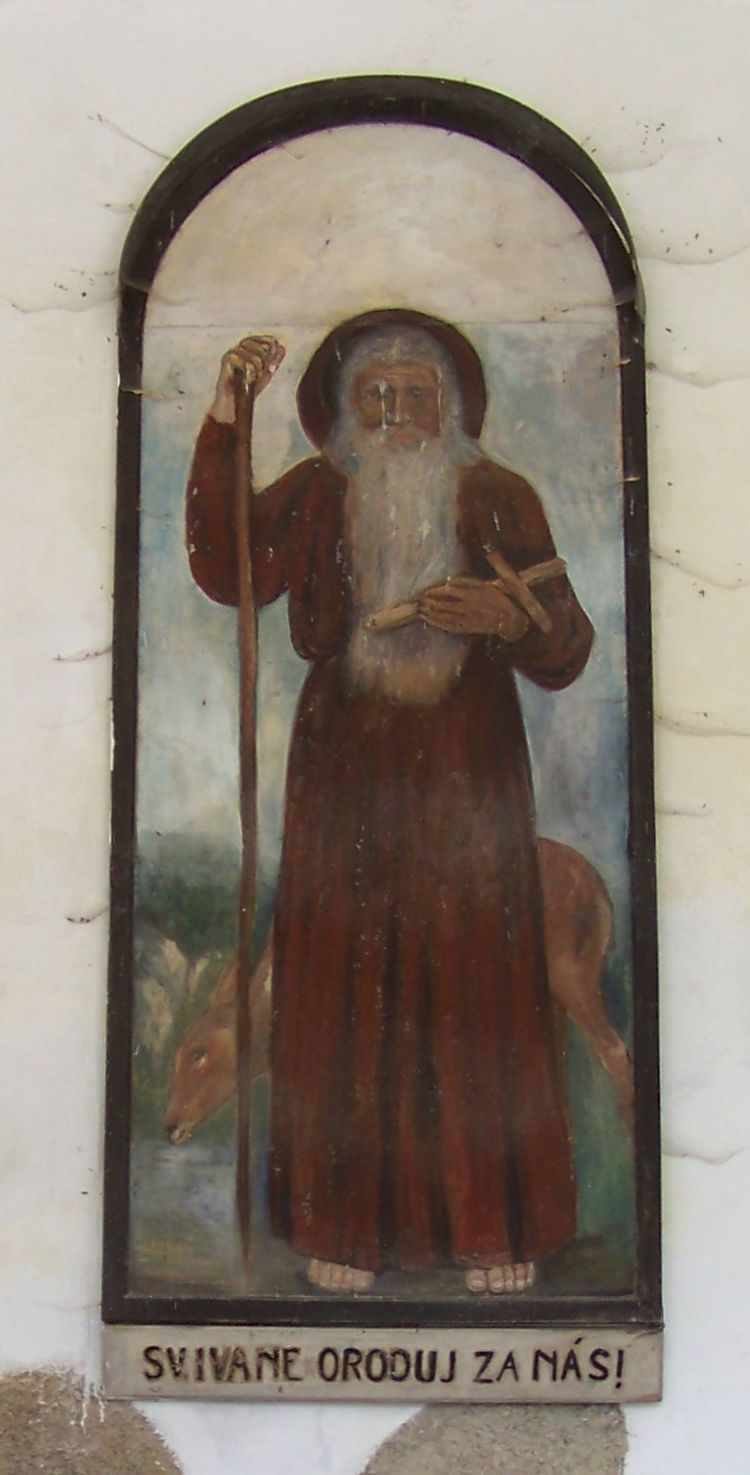
Der heilige Iwan mit einer Hirschkuh bei der Quelle in Svatý Jan pod Skalou

Der heilige Iwan ist ein legendärer böhmischer Einsiedler. Sein Gedenktag ist der 24. Juni.

## Vita
Der legendenhaften Überlieferung zufolge war Iwan der Sohn eines dalmatischen Fürsten (oder der Sohn des abodritischen König Gestimulus/Gostimysl), der im 9. Jahrhundert gelebt haben soll. Er lebte am Bach Loděnice im späteren Svatý Jan pod Skalou unweit der Burg Tetín bei Beroun, zwischen Prag und der Burg Karlštejn, 14 Jahre (nach anderen Quellen 42 Jahre) in einer Höhle verborgen. Seine Zeit verbrachte er mit Gebeten und Meditation, lebte von Pflanzen und der Milch einer Hirschkuh. Diese, von Jägern des Fürsten Bořivoj I. verfolgt und verletzt, soll zu seiner Entdeckung geführt haben. Vergeblich versuchten der Fürst und seine Frau Ludmilla von Böhmen ihn zu überreden, auf die Burg zu ziehen. Iwan bedingte sich lediglich aus, das Fleisch der Hirschkuh unter den Armen verteilen zu dürfen. Drei Tage später soll er gestorben sein. Nach ihm wurde später ein dort 1033 gegründetes Benediktinerkloster benannt, heute bekannt als „Kloster des Heiligen Johannes unter dem Felsen“ (sv. Jan pod Skalou).